# Quận Towner, North Dakota
Quận Towner là một quận thuộc tiểu bang Bắc Dakota, Hoa Kỳ. Quận lỵ đóng ở Cando6. Quận được đặt tên theo Oscar M. Towner, một doanh nhân và nghị sĩ. Dân số theo điều tra năm 2010 của Cục điều tra dân số Hoa Kỳ là 2246 người.

## Địa lý
Theo Cục điều tra dân số Hoa Kỳ, quận này có diện tích 2696km2, trong đó có 44km2 là diện tích mặt nước.